# Peri Constant Bevilacqua
Pery Constant Bevilaqua (Rio de Janeiro, 9 de junho de 1899 – Rio de Janeiro, 27 de abril de 1990) foi um militar e político brasileiro. Teve importante papel na chamada Campanha da Legalidade, cujo objetivo era garantir a posse do vice-presidente da República João Goulart, após a renúncia do presidente Jânio Quadros, em 1961. Foi Ministro do Superior Tribunal Militar,  posteriormente aposentado com base no AI-5.

## Vida militar
Filho de José Bevilaqua e de Alcida Constant Bevilaqua, foi casado com Nahyda de Escobar Bevilaqua, com quem teve cinco filhos: José de Escobar Bevilaqua; Affonso de Escobar Bevilaqua; Cecy de Escobar Bevilaqua; Heloisa de Escobar Bevilaqua e Gisêlda de Escobar Bevilaqua.
Graduado pela Escola Militar do Realengo em 1919, cursou sucessivamente a Escola de Aperfeiçoamento de Oficiais (1925) e a Escola de Comando e Estado-Maior do Exército (1926-1929). 

Pery Bevilacqua em 1963.

Foi oficial-de-gabinete da Junta Governativa Provisória, que dirigiu o país entre a deposição do presidente Washington Luís e a assunção de Getúlio Vargas ao poder após a vitória da Revolução de 1930. Após a decretação do Estado Novo foi oficial-de-gabinete do Ministro da Guerra Eurico Gaspar Dutra (1938-1940) e defendeu o litoral brasileiro durante a Segunda Guerra Mundial.
Comandante do Grupamento de Oeste da Artilharia de Costa da 1ª Região Militar no Rio de Janeiro (1948-1952) cursou a Escola Superior de Guerra em 1956. Entre março e outubro de 1961, comandou a 3ª Divisão de Infantaria, em Santa Maria.
Nacionalista e legalista, no comando da 3ª Divisão de Exército, foi o primeiro oficial general a defender o cumprimento da Constituição, durante a crise que se seguiu à renúncia do presidente Jânio Quadros, em  25 de agosto de 1961,  contrariando a posição dos ministros militares, que se opunham à posse do vice-presidente João Goulart. A crise foi superada com a aprovação pelo Congresso, em 2 de setembro, de uma emenda constitucional que  instituiu o parlamentarismo, garantindo  a posse de Goulart.
Derrotado na eleição para a presidência do Clube Militar em 1962, foi nomeado comandante do II Exército, função que exerceu entre 11 de setembro de 1962 e 7 de dezembro de 1963. Entretanto, já em dezembro de 1963, depois de criticar a atuação da Confederação Geral dos Trabalhadores e a politização dos quartéis, foi afastado do cargo e  nomeado chefe do Estado-Maior das Forças Armadas (EMFA), perdendo o comando de tropas.
No dia 31 de março de 1964, o general alertou o presidente João Goulart para a necessidade de que este assumisse imediatamente uma posição favorável às forças armadas ou a favor dos sindicatos. Nesse mesmo dia, o governo foi derrubado. Pery Bevilaqua manteve, entretanto, sua função de  comando do Estado-Maior das Forças Armadas, durante o governo Castelo Branco. Chefiou o EMFA, de 10 de dezembro de 1963 até 15 de fevereiro de 1965.
Em 1965, foi designado ministro do Superior Tribunal Militar, permanecendo no cargo de 15 de fevereiro de 1965 a 10 de junho de 1969. Durante este período sempre se manifestou contra os inquéritos policial-militares e contra o julgamento de civis por autoridades militares. Teve diversas discussões com seu colega de tribunal Ernesto Geisel que era generoso com militares e severo com a oposição. Bevilaqua foi cassado em janeiro de 1969 com base no Ato Institucional Número Cinco, pouco meses antes de quando se aposentaria com 70 anos de idade.

## Atividades políticas
A ditadura esperava ter se livrado do general, mas foi ele que se livrou dela. Em maio de 1977 filiou-se ao Movimento Democrático Brasileiro, partido de oposição ao governo militar, e, a partir de fevereiro de 1978, apoiou decididamente o Comitê Brasileiro pela Anistia, percorrendo várias cidades brasileiras para defender a anistia "ampla, geral e irrestrita"  e "recíproca", isto é, para "todos os crimes políticos, praticados por pessoas de ambos os lados", reconhecendo assim a prática de tortura no Brasil. Graças a ele o Exército Brasileiro pode dizer que um de seus generais teve a coragem em falar de anistia quando a palavra parecia um estigma.
A lei da anistia foi assinada em 28 de agosto de 1979, pelo presidente da república João Batista Figueiredo. Em novembro de 1980, o general Pery Bevilaqua passou a receber uma pensão, como ministro aposentado do STM.